# Chris Gabriel
Christopher James Gabriel, detto Chris (Città del Capo, 19 dicembre 1988), è un cestista sudafricano.

## Carriera
Con il Sudafrica ha disputato tre edizioni dei Campionati africani (2009, 2011, 2017).